# PEACH-PIT

2013年（第14屆）漫畫博覽會的PEACH-PIT簽名

PEACH-PIT是一对日本女性漫画家拍档。這個筆名，據本人說是「桃種」的意思，實際上就是桃子的果核。出身千叶县。生日是6月7日（千道万里）、6月21日（江原涉子），都是双子座。千道是B型，江原則是A型。

## 簡歷
畫風尖銳的千道万里（負責全部作品的腳本）與畫風纖細柔軟的江原涉子（負責全部作品的分鏡、原畫）組成的拍檔。對造型有共同的興趣，尤其是都相當喜歡SD娃娃。舊名是「Brandon博士」和「Dylan教授」。拍檔名和舊名典故來自《Beverly Hills 90210》。
商業作品從《ZOMBIE-LOAN》開始傾向於多畫美男子，同人志時代也以「黑豆Cheetahs」、等筆名在女性向同人圈子活動中小有名氣。
特別是從《DearS》開始，作品中散發出相當科幻的感覺，還有探討人的尊嚴與性之類的主題也能隱約感覺到。另外，有些喜歡用昭和時代的無釐頭命名（櫻田JUN、Ran、Su、Miki）的傾向。

## 作品

### 漫畫
- Prism Palette（日语：Prism Palette）（原作／Broccoli、作画／千道万里，MediaWorks《月刊電擊Comic Gao!》）
- みずたま（作画／江原涉子，少年畫報社《YOUNG KING OURs》）
- DearS（作画／千道万里，MediaWorks《月刊電擊Comic Gao!》2001年10月号－2005年11月号，全8卷）台灣東立出版社代理
- 殭屍借貸（作画／千道万里，Square Enix《月刊GFantasy》2002年11月号－2011年3月号，全13卷）台灣尚禾文化代理
- 薔薇少女（作画／江原涉子，（幻冬舍Comics《Comic BIRZ》2002年9月号－2007年7月号，全8卷→集英社《YOUNG JUMP》2008年20号－2014年8号，全10卷）台灣長鴻出版社代理
- 守護甜心！（作画／千道万里·江原涉子，讲談社《Nakayoshi》2006年2月号－2010年2月号，全12卷）台灣長鴻出版社代理
  - 守護甜心！ENCORE！（作画／千道万里·江原涉子，讲談社《Nakayoshi》2010年4月号－2010年9月号，收錄在單行本第12卷）
- 小釘子（日语：クギ子ちゃん）（作画／千道万里·江原涉子，讲談社《Nakayoshi》2012年1月号－2015年5月号，全3卷）台灣長鴻出版社代理
- 暁のヴァンピレス（一迅社，2012年[2]－出版中，已發行2卷）
- 漫步金魚坂（日语：金魚坂上ル）（作画／千道万里·江原涉子，講談社《Dessert》2012年10月号－2015年8月号，全5卷）台灣長鴻出版社代理
- 漫步奇妙世界（日语：ワンダリングワンダーワールド）（講談社《Dessert》2015年1月号－2017年3月号，全4卷）台灣東立出版社代理
- 二科特斯拉不推理《二科てすらは推理しない》（講談社《Morning》2017年29号－2017年36·37合併號，全1卷）[3]台灣東立出版社代理
- 二科てすらは見つからない（講談社《Morning》2018年17号－2018年25號，全1卷）[4]
- 清少納言と申します（講談社《BE·LOVE》2019年9月号[5]－連載中，已發行6卷）

### 畫集
- 水蜜鏡（作画／江原涉子）